# Nacerdes saundersi
Nacerdes saundersi là một loài bọ cánh cứng trong họ Oedemeridae. Loài này được Reed miêu tả khoa học năm 1873.